# Tropidowithius peruanus
Tropidowithius peruanus är en spindeldjursart som beskrevs av Beier 1955. Tropidowithius peruanus ingår i släktet Tropidowithius och familjen Withiidae. Inga underarter finns listade i Catalogue of Life.